# Odontotrypes cariosus
Odontotrypes cariosus är en skalbaggsart som beskrevs av Leon Fairmaire 1886. Odontotrypes cariosus ingår i släktet Odontotrypes och familjen tordyvlar. Inga underarter finns listade i Catalogue of Life.